# Světí
Světí (deutsch Swiet) ist eine Gemeinde in Tschechien. Sie liegt sieben Kilometer nordwestlich des Stadtzentrums am Stadtrand von Hradec Králové und gehört zum Okres Hradec Králové.

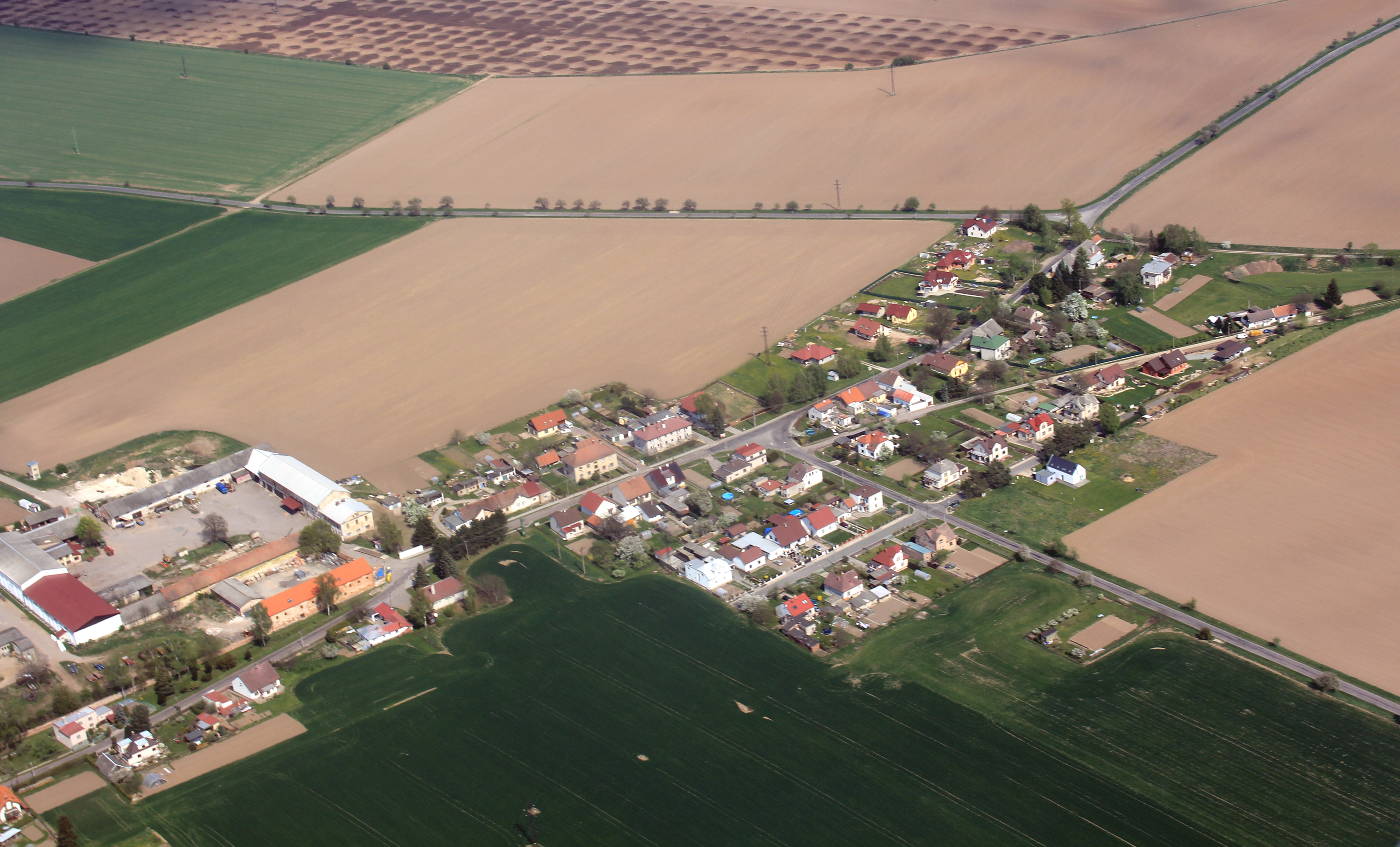
Air view

## Geographie
Světí befindet sich auf der Ostböhmischen Tafel. Im Süden liegt die Talmulde des Baches Melounka mit dem Teich Mlýnek.
Nachbarorte sind Neděliště im Norden, Lochenice im Nordosten, Předměřice nad Labem im Osten, Plotiště nad Labem im Südosten, Bříza im Süden, Rosnice im Südwesten, Všestary im Westen sowie Rozběřice und Chlum im Nordwesten.

## Geschichte
Die erste urkundliche Erwähnung des Dorfes Světy und seiner Kirche erfolgte im Jahre 1365 als Besitz des Deutschritterordens in Königingrätz. Ab 1436 ist der heutige Ortsname Světí gebräuchlich.
Nach der Aufhebung der Patrimonialherrschaften bildete Světy ab 1850 eine Gemeinde im Bezirk Königgrätz. Am 3. Juli 1866 trafen während des Deutschen Krieges auf dem nordwestlich gelegenen Hügel Chlum die verfeindeten preußischen und österreichischen Truppen aufeinander. Die blutige Schlacht ist als Schlacht bei Königgrätz in die Geschichte eingegangen. 1949 wurde die Gemeinde dem Okres Hradec Králové-okolí zugeordnet und kam nach dessen Auflösung am 1. Jänner 1961 zum Okres Hradec Králové. Zugleich wurde Světí nach Všestary eingemeindet. Seit 1991 besteht die Gemeinde wieder. Sie besteht aus 93 Wohnhäusern.

## Wappen
Das zweigeteilte Wappen von Světí zeigt rechtsseitig den Auerochsen des Geschlechts von Pernstein. Die linke Seite mit den Farben Schwarz, Silber und Rot, stellt die Farben des Geschlechts der Salava von Lípa dar.

## Gemeindegliederung
Für die Gemeinde Světí sind keine Ortsteile ausgewiesen.

## Sehenswürdigkeiten
- Kirche St. Andreas, seit 1365 als Pfarrkirche nachweisbar; in den Jahren 1995–1997 wurde die Kirche saniert.
- Gasthof Zavadilka, heute kulturelles Zentrum des Dorfes und im Besitz der Gemeinde